# Щербинін Андрій Петрович
Андрій Петрович Щербинін (1760—1820) — полковник армії Російської імперії, поміщик в с. Бабаївка Харківського повіту Харківської губернії.

## Життєпис
Андрій Щербинін народився 1760 року в селі Бабаївка на Харківщині в родині колезького радника Петра Щербиніна та княгині Тетяни Кропоткіної. Проживав у так званому будинку Сковороди. Першим учителем та гувернером став уродженець Магдебурга Йоган Віганд (згодом ординарний професор Московського університету). Віганд здобув у батьків повну довіру — тому, чотирирічний Андрій Щербинін був повністю під його наглядом. Навіть уночі сплячу дитину переносили з жіночої половини до його кімнати. Пізніше Андрій Щербинін виховувався за кордоном. У дорослому житті досяг по службі чину полковника, а в молодості успадковував чималий спадок (близько 2000 душ). Однак, не займався веденням господарства, заліз в борги, потрапив в опіку і злидні. Помер у 1820 році. Похований Андрій Щербинін на Смоленському православному кладовищі в Санкт-Петербурзі.

## Родина
- Дружина Катерина Петрівна Барц (Бартц) — росіянка, що походила з німецького роду[1][2].
- Діти:
  - Петро Андрійович (1788—1813) — Харківський губернський прокурор, поміщик в с. Бабаївка Харківського повіту Харківської губернії.
  - Андрій Андрійович
  - Олександр Андрійович (нар. 1790/1791 або 1792 — пом. 1876) — полковник (у відставці з 1816 року). Про нього розповідається на сторінках роману «Війна і мир» Льва Толстого.
  - Михайло Андрійович (нар. 1795 або 1798 — пом. 1841) — учасник французько-російської війни 1812 року, поручник Гвардійського генерального штабу, товариш письменника Олександра Пушкіна, якому поет адресував в 1819 року свої вірші.
  - Марія Андріївна (нар. 1792), дружина І. І. Бердряги. Сини: Георгій, Олександр, Володимир, Михайло та донька Олена. Другий шлюб — підполковник Лаптєв. Усього мала п'ятьох синів та двох доньок.
  - Павло Андрійович[3][4].

- Брати:
  - Микола Петрович — полковий сержант.
  - Дмитро Петрович — поручник[5][6][7].